# Germigny (Marne)
Germigny település Franciaországban, Marne megyében. Lakosainak száma 184 fő (2022. január 1.). Germigny Bouleuse, Janvry, Méry-Prémecy, Rosnay és Treslon községekkel határos.

## Népesség
A település népességének változása:
| Lakosok száma | 105  | 149  | 186  | 195  | 190  | 187  | 180  | 176  | 176  | 184  |
|               | 1968 | 1982 | 1990 | 2006 | 2013 | 2015 | 2017 | 2019 | 2020 | 2022 |